# Иванов, Владимир Владимирович (каратист)
Иванов Владимир Владимирович (род. 26 августа 2002, Таганрог) — Мастер спорта России международного класса по виду спорта "всестилевое каратэ".
Двукратный Чемпион мира, Победитель Первенства Мира, двукратный Чемпион России, двукратный победитель Кубка России, победитель «Combat ring XXXVII» и «Combat ring XXXVI» и т. д.
Неоднократно становился чемпионом России и мира по всестилевому карате. Победил на объединенном чемпионате мира в Италии в 2018 году в четырех видах единоборства и занял первое место на первенстве мира 2019 года в Москве.
Чемпион России по всестилевому каратэ в 2021, 2022 и 2024 годах. Чемпион мира в 2021 и 2023 годах.
В мае 2023 года он одержал победу на профессиональном турнире ICLAS GRAND PRIX, победив Алимхана Чангаева. В декабре 2023 года Владимир стал обладателем чемпионского пояса международной всестилевой бойцовской лиги «ICLAS-MMA», «Combat ring XXXVII».
Владимир Иванов также является членом сборной России по всестилевому каратэ.
С возраста 17 лет Владимир обучается и развивается под руководством выдающегося тренера Владимира Степановича Копылова из спортшколы № 1 в городе Таганроге (Ростовская область).

## Спортивный путь

#### Начало
В 2006 году в возрасте 4 лет Владимир Иванов убедил родителей в том, что хочет заниматься восточными единоборствами, его отдали  в секцию каратэ, в которой прозанимался около месяца, а потом ушел из-за расформирования группы в секцию по айкидо и джиу-джитсу во главе с Овчаренко Олегом Игоревичем.
С 2008 года до сентября 2019 года  начал заниматься параллельно в секции по греко-римской борьбе у Шаповалова Сергея Владимировича.
В 2010 году переходит от Овчаренко О.И к его ученику Сырмамийху Алексею Алексеевичу и занимается под его покровительством до конца 2018 года. В 2016 году занимает второе место на Всероссийских соревнованиях по Кобудо, а уже в 2017 году становится победителем этих соревнований, через неделю после соревнований переносит операцию на удаление доброкачественной опухоли (фибромы кости), на правом бедре, в августе того же года получает серьезную травму — порез 6 сухожилий сгибателей и разгибателей пальцев правой ладони. После полугодового восстановления, в апреле 2018 года становится чемпионом Первенства России по Всестилевому каратэ, еще через неделю победителем Всероссийских соревнований по рукопашному бою, в июне занимает два первых места на всероссийский соревнований и повторяет успех в сентябре на соревнованиях РСБИ «Дельфин» тем самым получая путевку на объединенный чемпионат мира в Италии, в ноябре Владимир Иванов привозит в Россию 4 золотых медали.

#### Осознанный возраст
Начало 2019 года прошло тяжело для Владимира из-за перелома лучевой кости левой руки в полуфинале Всероссийский соревнований по греко-римской борьбе. Спустя три месяца реабилитации повторяет успех 2018 года, в июне уже в строю и привозит домой еще 3 золотые медали, в сентябре приходится сделать выбор и отказаться от греко-римской борьбы чтобы добиться целей в смешанных единоборствах, а затем снова становится чемпионом «Дельфина».
В конце 2020 года в Орле прошел Кубок России на котором Владимир Иванов выступал в новой для него возрастной категории «18+», что ему не помешало одержать победу и выполнить звание Мастера спорта России.
В 2021 году был насыщен соревнованиями, Кубок России в конце мая, выступая на данных соревнованиях в болезненной форме Владимир чувствовал, что уступает позиции, но снова занимает первое место. Оставалось одно лето на подготовку к главным соревнованиям страны. Поездка на спортивные сборы в горы дала огромной толчок в функциональной подготовке. И вот сентябрь, начало соревнований весовой категории, победители и призеры мира и России прошлых годов, и Владимир, самый юный в категории. Первый бой в упорном бою побеждает 25-летнего фаворита из Ингушетии, во втором бою единогласным решением судей одерживает победу над бронзовым призером чемпионата мира 2019, в финальной встрече завоевывает 1 место. В ноябре в составе сборной России едет на учебно-тренировочные сборы в Тулу в преддверии чемпионата мира 2021 где проводит две недели тяжелых тренировок, после чего сразу должен был выезжать в Турцию. На сборах оказывается что соревнования перенесены на март 2022 года в город Суздаль в связи с коронавирусной обстановкой.
Февраль 2022 года, не испытывая никаких проблем Владимир Иванов становится чемпионом мира за 2021 г. Владимир Иванов стал чемпионом России. 18 сентября 2022 в г. Анапе прошел Чемпионат России по всестилевому каратэ. В ноябре уступив в полуфинале Владимир становится бронзовым призером Чемпионата мира.
В декабре этого же года Владимир отстаивал честь всестилевого каратэ на турнире «Битва Чемпионов 14». Являясь самым юным участником, Владимир уступил спортсмену, представляющему рукопашный бой
В мае 2023 года победил на профессиональном турнире ICLAS GRAND PRIX против Алимхана Чангаева, в ноябре 2023 года Владимир Иванов вновь завоевывает 1 место на Чемпионате мира, тем самым выполняет норматив на присвоение спортивного звания "Мастера спорта России Международного класса". а уже в декабре этого же года выигрывает чемпионский пояс международной всестилевой бойцовской Лиги «ICLAS-MMA», «Combat ring XXXVII». В главном поединке в дисциплине mix-wrestling (раунд в кимоно и раунд без кимоно) Владимир сумел переломить ход встречи в свою пользу.

## Тренерская карьера
С 2018 года Владимир Иванов занимается преподаванием смешанных единоборств как средства самообороны. Владимир принимает на занятия детей от 4 лет и старше без ограничения по возрасту и полу. В настоящее время он руководит группой по женской самообороне.
Начиная с 2022 года, Владимир также проводит мастер-классы по всей стране и посещает благотворительные фонды, чтобы делиться своим опытом и поддерживать принципы социальной ответственности.

#### Благотворительный фонд «Дарина»[10]
Встреча состоялась 25 декабря 2022 года в благотворительном фонде «Дарина». Это одна из цикла встреч проекта «Больше чем спорт», который осуществляется при поддержке Агентства развития гражданских инициатив Ростовской области.
— Спорт — это самопожертвование, — объяснил Владимир. — В бою всегда так: немного страдаешь сейчас, но потом хорошо (особенно, когда победил). А если не выложиться на все 100 %, то будет плохо и во время боя и после него, когда понимаешь, что пожалел себя, не дотянул и в итоге проиграл.
Рассказывая про мотивацию, Владимир отметил, как важно ребёнку самому захотеть добиться отличных результатов:
— Никто не сможет вас заставить стать лучше, если вы сами этого не захотите. А родители должны поддерживать, хвалить, помогать поверить в себя. Всё получится, если ребенок знает, что он смог достичь результата однажды, а значит, может ещё больше постараться, и получится ещё лучше.

#### Центр «Луч Надежды»
Летом 2023 года Владимир Иванов два раза в неделю проводил детям с ментальными особенностями зарядки и тренировки для развития координации и всех групп мышц для дальнейшего участия в играх ГТО.

#### Мастер класс
24 и 25 ноября 2023 года в Великом Новгороде, в рамках сотрудничества региональными сборными (Новгородская и Ростовская обл.) по всестилевому каратэ состоялся двухдневный семинар по поединкам полного контакта в средствах защиты (СЗ) под руководством Владимира Иванова. В семинаре принимали участие 38 спортсменов из Сборной Новгородской области по дисциплине «СЗ».

## Тренера
Шаповалов Сергей Владимирович — тренер по греко-римской борьбе. Сделал большой вклад в борцовскую часть Владимира благодаря которой он до сих пор одерживает победы.
Овчаренко Олег Игоревич — тренер по айкидо и традиционному джиу-джитсу. Владимир занимался в возрасте от 4 до 8 лет.
Сырмамийх Алексей Алексеевич — тренер по айкидо, традиционному джиу-джитсу и смешанным единоборствам. Привел Владимира к всероссийскому уровню соревнований и победам на них вплоть до 2018 года.
Копылов Владимир Степанович — тренер смешанных единоборств, тренер спортивной сборной России по всестилевому каратэ 2019—2021 гг., тренер высшей категории, спортивный судья всероссийской категории. Именно он привел Владимира к победам на чемпионатах России и мира.